# Amazon Kindle
Amazon Kindle（アマゾン・キンドル）は、Amazon.comが製造・販売する電子書籍リーダーや電子書籍、電子書籍閲覧再生専用アプリ、または関連クラウドサービスなどの総称である。ジェフ・ベゾスが2007年11月にAmazon Kindleをスタートした。
Amazonは後述するKindleストアで購入した電子書籍を読むための方法として、自社からは「Kindle電子書籍リーダー」ないしは「Kindleシリーズ」と呼ばれる、画面表示にE Inkを使用した端末と、「Kindle Fire」（現：Fireタブレット）と呼ばれるフルカラー液晶を搭載したAndroidタブレット端末の、大きく分けて二種類の端末を販売している。また、他社製のタブレットやスマートフォン、コンピュータから電子書籍を読むために「Kindle無料アプリ」と総称される各種アプリケーションの配信も行っている。

## 年表
- 2007年11月19日 - アメリカ合衆国でKindle 1販売開始。
- 2009年
  - 2月23日 - Kindle 2販売開始。
  - 3月4日 - iPhone版のKindleアプリの提供開始。
  - 6月26日 - Kindle DX販売開始。
  - 11月10日 - Microsoft Windows版のKindleアプリの提供開始。
- 2010年
  - 1月21日 - Kindle Development Kit提供開始。
  - 2月18日 - BlackBerry版のKindleアプリの提供開始。
  - 3月18日 - Mac OS X版のKindleアプリの提供開始。
  - 5月28日 - iPad版のKindleアプリの提供開始。
  - 6月29日 - Android版のKindleアプリの提供開始。
  - 8月25日 - Kindle 3販売開始。
  - 10月 - Kindle版の書籍の売り上げがハードカバーの書籍を上回る。
- 2011年
  - 1月4日 - Windows Phone版のKindleアプリの提供開始。
  - 4月 - Kindle版の書籍の売り上げが紙の書籍を上回る。
  - 4月11日 - 広告つきのKindle 3販売開始。
  - 8月10日 - HTML5版のKindle Cloud ReaderをiPad、Safari、Google Chrome向けに提供開始。AppleがiOS向けのアプリの決済に関するルールを変更したことを受け、Kindleストアと連携できなくなり、連携できる形態のものをHTML5版で提供する運びとなった。
  - 9月28日 - Kindle 4、Kindleキーボード販売開始。
  - 10月20日 - Kindle Format 8を発表。
  - 11月14日 - Kindle Fire出荷開始。
  - 11月15日 - Kindle Touch出荷開始。
- 2012年
  - 9月6日 - Kindle 5、Kindle Paperwhite、Kindle Fire HDを発表。
  - 10月24日 - 日本版のPaperwhite、Fire, Fire HDを発表。
  - 10月25日 - 日本版のKindleストア開設。
- 2013年
  - 9月3日 - Kindle PaperWhite（第2世代）を発表。
  - 9月25日 - Kindle Fire HD（第2世代）、Kindle Fire HDX 7"、Kindle Fire HDX 8.9"を発表。
- 2014年9月19日 - 日本版のKindle Cloud Reader公開。ただし、漫画などの一部書籍限定。
- 2015年
  - 1月21日 - 日本版のKindle for PC公開。全書籍対応。
  - 2月13日 - 日本版のKindle for Mac公開。全書籍対応。
- 2016年
  - 8月4日 - Kindle Unlimited提供開始。

## Kindle端末の一覧
| 世代 | モデル                                | 発売日（アメリカ）                         | 発売日（日本）      |
| ---- | ------------------------------------- | ------------------------------------------ | ------------------- |
| 1    | Kindle                                | 2007年11月19日                             | 未発売              |
| 2    | Kindle 2                              | 2009年2月23日                              | 未発売              |
| 2    | Kindle 2 International                | 2009年10月19日                             | 2009年10月19日      |
| 2    | Kindle DX                             | 2009年6月10日                              | 未発売              |
| 2    | Kindle DX International               | 2010年1月6日                               | 2010年1月6日        |
| 2    | Kindle DX Graphite                    | 2010年7月7日                               | 2010年7月7日        |
| 3    | Kindle Keyboard (Kindle 3)            | 2010年8月27日                              | 2010年8月           |
| 4    | Kindle 4                              | 2011年9月28日                              | 未発売              |
| 4    | Kindle Touch                          | 2011年11月15日                             | 2012年2月3日        |
| 4    | Kindle Touch 3G                       | 2011年11月15日                             | 2012年4月27日       |
| 5    | Kindle 5                              | 2012年9月6日                               |                     |
| 5    | Kindle Paperwhite                     | 2012年10月1日                              | 2012年11月19日      |
| 6    | Kindle Paperwhite 2                   | 2013年9月30日（Wi-Fi） 2013年11月5日（3G） | 2013年10月（Wi-Fi） |
| 7    | Kindle 7                              | 2014年10月2日                              | 2014年10月2日       |
| 7    | Kindle Voyage                         | 2014年10月？                               | 2014年11月4日       |
| 7    | Kindle Paperwhite 3                   | 2015年6月30日                              | 2015年6月30日       |
| 8    | Kindle Oasis                          | 2016年4月27日                              | 2016年4月27日       |
| 8    | Kindle 8                              | 2016年7月7日                               | 2016年7月20日       |
| ?    | Kindle Paperwhite 32GB マンガモデル   | 未発売                                     | 2016年10月21日      |
| 9    | Kindle Oasis 2                        | 2017年10月31日                             | 2017年10月31日      |
| 10   | Kindle Paperwhite 4                   | 2018年11月7日                              | 2018年11月7日       |
| 10   | Kindle 10                             | 2019年4月10日                              | 2019年4月10日       |
| 10   | Kindle Oasis 3                        | 2019年7月24日                              | 2019年7月24日       |
| 11   | Kindle Paperwhite 5                   | 2021年10月27日                             | 2021年10月27日      |
| 11   | Kindle Paperwhite 5 Signature Edition | 2021年10月27日                             | 2021年11月10日      |
| 11   | Kindle 11 (2022)                      | 2022年10月12日                             | 2022年10月12日      |
| 11   | Kindle Scribe                         | 2022年11月30日                             | 2022年11月30日      |
| 11   | Kindle 11 (2024)                      | 2024年10月16日                             | 2024年10月16日      |
| 11   | Kindle Scribe (2024)                  | 2024年12月4日                              | 2024年12月4日       |
| 12   | Kindle Paperwhite 6                   | 2024年10月16日                             | 2024年10月16日      |
| 12   | Kindle Paperwhite 6 Signature Edition | 2024年10月16日                             | 2024年10月16日      |
| 12   | Kindle Colorsoft Signature Edition    | 2024年10月30日                             | 2025年7月24日       |
| 12   | Kindle Colorsoft                      | 2025年7月24日                              | 2025年7月24日       |

※Kindle Fireは含まず。

## Kindle電子書籍リーダー（E Ink端末）

### 特徴
電子ペーパーの一種であるE Ink（電子インク）ディスプレイを搭載。
同種の機器に対する強みは、携帯電話網を利用した高速通信Whispernetを利用することで、PCを介さずに電子書籍や新聞記事がダウンロードできる点にある。携帯電話会社との契約は不要で、Kindleストアとウィキペディアのサイトであれば無料で接続できる（通信料をアマゾンが負担する）。それ以外のサイトは有料となる予定であったが、第2世代/第3世代では無料で利用できる（第4世代/Kindle Touch以降のモデルではWi-Fi限定となった）。ニューヨーク・タイムズなどの新聞、タイムなどの雑誌、各種ブログをそれぞれ有料で購読できる。購読している定期刊行物は電源オンまたはスリープモード中であれば自動的にダウンロードされる。
キーボードによる入力が可能であり、内蔵辞書の検索やメモの記入に使える。辞書は単語にカーソルを移動すると自動的に標準設定した辞書の内容が表示される。初期の製品はハードウェアキーボードが搭載されていたが、キー自体が小さく視認性に劣り高速に入力するには実用的でなく、またキーボードの部分がデッドスペースとなった。第4世代/Kindle Touch以降の製品では画面上のソフトウェアキーボードで入力する形式に置き換わっている。
USBケーブルでコンピュータと接続してテキストファイルやPDFファイル（第2世代/Kindle DX以降のモデルで対応）などを転送できる。HTMLやMicrosoft Wordなどのフォーマットを直接読めないため、Mobipocketが配布する無料ソフトかオンラインでの変換（Kindleパーソナル・ドキュメントサービス）が必要になる。
音声出力に対応した端末ではMP3などの音声ファイルをコピーして内蔵スピーカーやイヤホンで聴くことができ、朗読書籍もKindleストアで販売されている。また、大部分の英語のコンテンツは音声合成に対応しており、 text-to-speechという機能で読み上げを聴くことが可能で、再生スピードも変更できる。
Paperwhite世代以降は、フロントライトと呼ばれる画面周辺に仕込まれたライトにより、画面全体を一様に明るくする技術を搭載。コントラストの向上と、単体での暗所での使用が可能になった。しかしこの世代以降の機種は音声出力に非対応になり、 text-to-speech機能も撤廃された。
第2世代モデルは英語とギリシア文字のフォントにのみ対応していたが、第3世代モデルからは日本語・中国語・韓国語・キリル文字などの表示に対応し、日本語ファイル名のテキストファイルやPDFファイルの表示、英和辞書などの利用が可能。

### 第1世代
Kindle

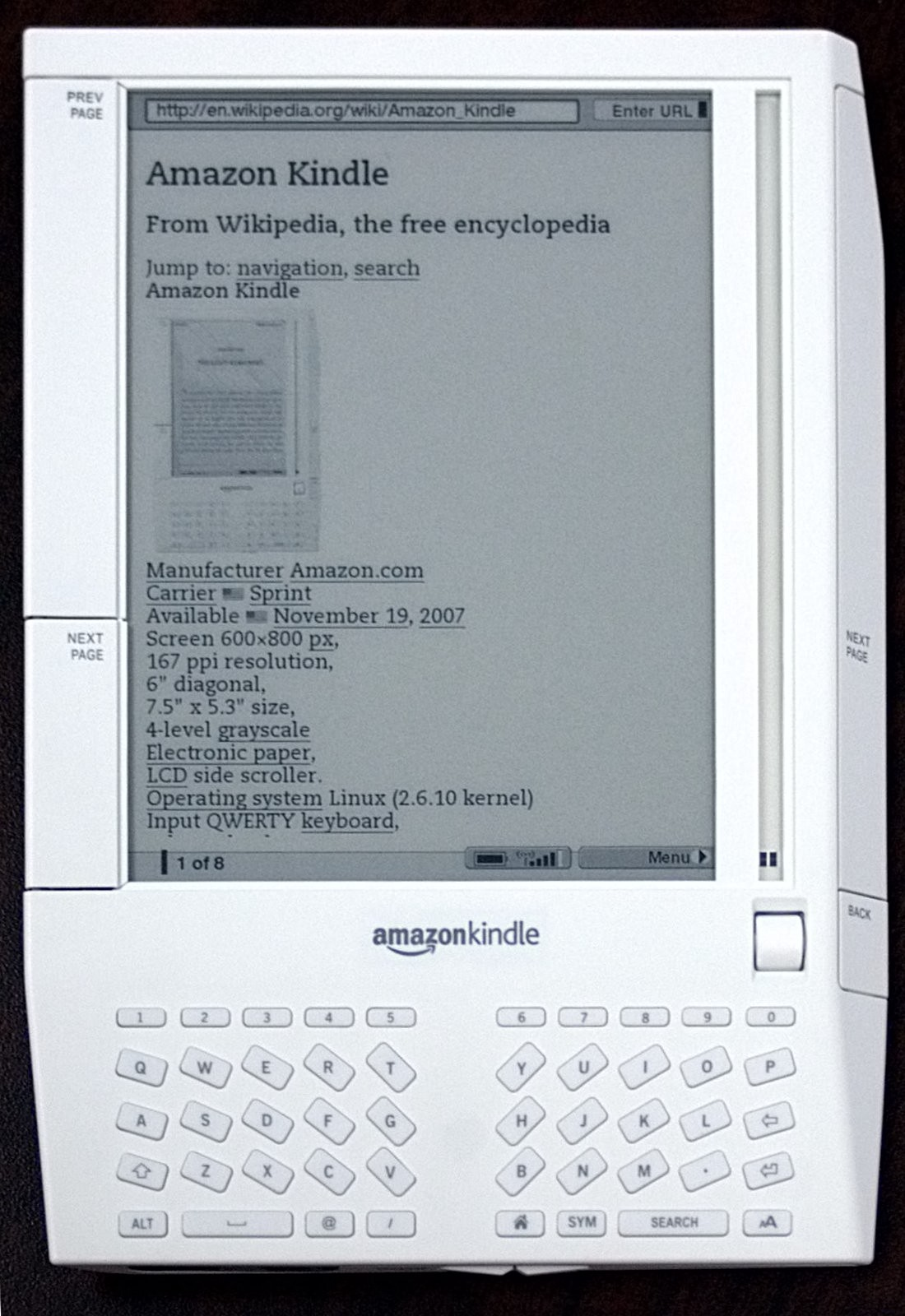
Kindle 1

- ディスプレイ：600×800ピクセル、4階調グレースケール
- サイズ：19.1cm×13.5cm×1.8cm、292g
- 内部メモリー：180MB（約200冊）
- 外部記憶： SDメモリーカード（Kindle2よりSDカードスロットは廃止された）
- 充電式電池寿命： 2日（HSDPA通信常時ON）から1週間（HSDPA通信常時OFF）
- サポートするファイルフォーマット: AZW（Kindle専用）、TXT、PDF、MOBI、PRC （".MOBI" および ".PRC" はフランスで開発されたMobipocket形式の電子書籍ファイル）
- 付属辞書: The New Oxford American Dictionary
- ウェブブラウザ: ベーシック ウェブブラウザ（JavaScriptとTLSをサポートするがFlashには対応していない）
- 通信方式: HSDPA network （Wi-Fi機能はない）

### 第2世代
「Kindle 2」は2009年2月9日に発表されたKindleの第2世代機で、2009年2月23日から出荷された。基本性能の向上のほか、音声読み上げ機能も搭載された。日本語には非対応ながらもAT&Tの国際ローミング回線を通じて「Kindle Store」を利用可能で、日本でも2009年10月から販売が開始された。
2009年6月には9.7インチの大画面の「Kindle DX」が発売され、日本でも2010年1月から販売された。
Kindle 2は当初、第1世代と同じくスプリントのEV-DO接続によるUS版と、HSDPA網接続による国際版があったが、US国内版は生産中止となり、アメリカ国内でも国際版のみの販売になった。

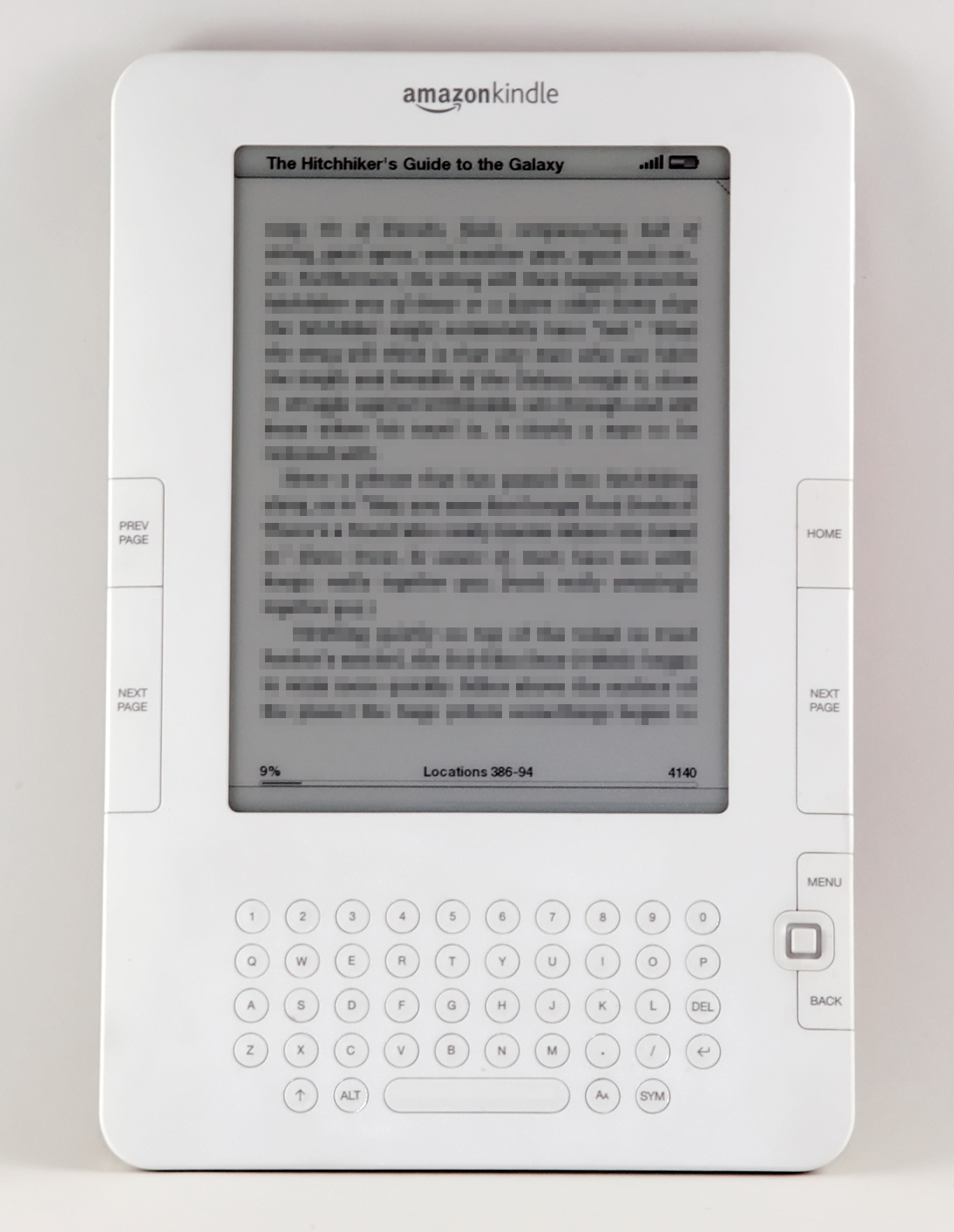
Kindle 2
- ディスプレイ：6インチ、600×800ピクセル、16階調グレースケール[15]
- サイズ：203.2mm x 134.6mm x 9.1mm、289g
- 内部メモリー：2GB（約1,500冊）

Kindle DX
- ディスプレイ：9.7インチ、824×1200ピクセル、16階調グレースケール
- サイズ：約264mm×約183mm×約9.7mm、約536g
- 内部メモリー：4GB（約3,500冊）

### 第3世代

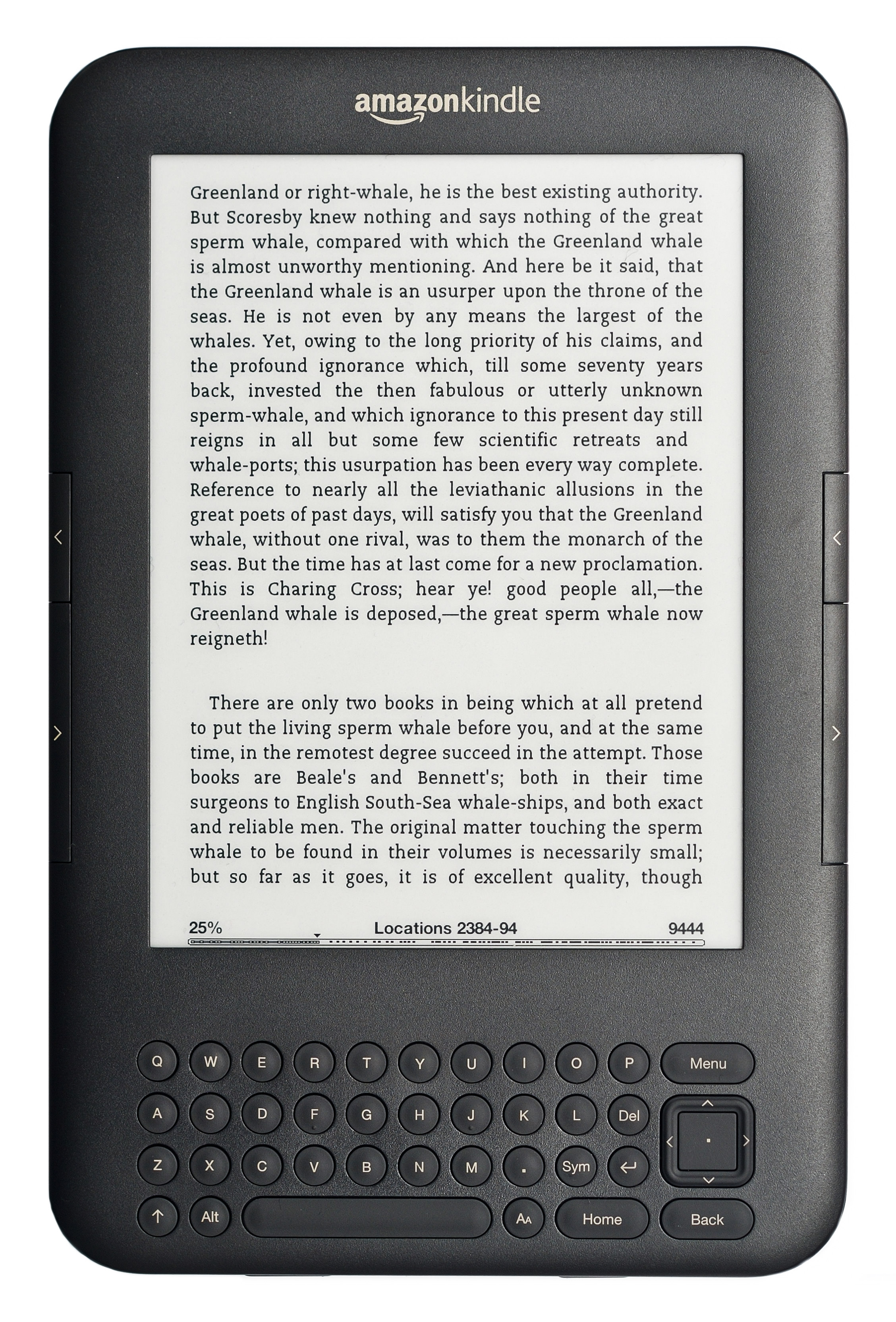
Kindle 3

Wi-Fiモデルと、Wi-Fiおよび3Gに対応したモデルの2モデルがラインナップされ、Amazon.comのサイトでは前者を「Kindle Wi-Fi」、後者を「Kindle 3G＋Wi-Fi」と呼称していたが、第4世代の発売後はそれぞれ「Kindle Keyboard」「Kindle Keyboard 3G」に改称したうえで販売が継続された。メディア等では「Kindle 3」の通称でも呼ばれた。
Kindle Keyboard
- 2010年8月25日発売
- ディスプレイ：6インチ、600×800ピクセル、16階調グレースケール[16]
- サイズ：190mm×123mm×8.5mm[16]、 241g（Wi-Fi版）、247g（3G+Wi-Fi版）
- 内部メモリー：4GB、ユーザー使用可能領域は約3GB
- 外部記憶：なし
- 内蔵バッテリ駆動時間： 無線オフ時 約1か月、Wi-Fiオン時 約3週間、3G+Wi-Fiオン時 約10日
- 充電時間： 約4.5時間（ACアダプタ/USBポート）
- サポートするファイルフォーマット: AZW（Kindle専用）、TXT、PDF、Audible（Audible Enhanced (AA,AAX)）、MP3、unprotected MOBI、PRC、HTML、DOC、JPEG、GIF、PNG、BMP*（変換必須）
- 付属辞書：The New Oxford American Dictionary, Oxford Dictionary of English
- USBポート：USB2.0（micro-Bコネクター）充電器またはPC/Macを接続
- オーディオ：3.5mmステレオジャック、背面ステレオスピーカー
- ウェブブラウザ：WebKitベースのブラウザ（試用版扱いとなっている）
- 音楽再生：バックグラウンドでのMP3ファイル再生が可能。ただしmusicフォルダーに保存された全ファイルを順次再生し、可能な操作は再生開始・再生停止・曲送りのみで、ランダム再生や再生ファイルの選択は不能（試用版扱いとなっている）。
- 通信方式： Wi-Fi（802.11b/g）/ HSDPA（3G+Wi-Fi版のみ）
- CPU：Freescale i.MX353、ARM-11
- OS：Linux 2.6.26

### 第4世代
2011年9月28日に第4世代の「Kindle」「Kindle Touch」「Kindle Touch 3G」、Andoroid OSを採用した「Kindle Fire」が発表された。Kindle 4から物理キーボードが廃止された。
Kindle 4
- 2011年9月28日販売開始。以下、スペックは第3世代Kindleと違う部分だけ記載。2012年9月に価格改定。
- 価格 
  - 2011年9月より：広告あり $79、広告なし $109
  - 2012年9月より：広告あり $69、広告なし $89
- サイズ：166×114×8.7mm、170g
- キーボード：なし
- 内部メモリー：2GB、ユーザー使用可能領域は1.25GB
- 内蔵バッテリ駆動時間：1か月
- 充電時間：約4時間（USBポート）
- USBポート：USB2.0（micro-Bコネクター）充電用
- 通信方式：Wi-Fi（802.11b/g/n）※802.11nは802.11b/g互換モードで接続
- CPU：Freescale i.MX515（ARM Cortex-A8）

Kindle Touch
- 2011年9月28日発表、11月15日出荷、2012年2月3日より日本など海外にも出荷開始。2012年9月に販売終了。
- 価格：WiFi+広告あり$99、WiFi+広告なし$139、WiFi+3G+広告あり$149、WiFi+3G+広告なし$189
- ディスプレイ：6インチ、600×800ピクセル、16階調グレースケール、タッチパネル
- サイズ：172×120×10.1mm、213g（WiFi版）、220g（WiFi+3G版）
- 内部メモリー：4GB
- 内蔵バッテリ駆動時間：2か月
- 充電時間：約4時間（USBポート）
- USBポート：USB2.0（micro-Bコネクター）充電用
- オーディオ：3.5mmステレオジャック、背面ステレオスピーカー
- 通信方式：Wi-Fi（802.11b/g/n）/ HSDPA, EDGE, GPRS（3G+Wi-Fi版のみ）※802.11nは802.11b/g互換モードで接続
- CPU：Freescale i.MX515（ARM Cortex-A8）

### 第5世代
2012年発売。日本では2012年10月25日にKindleストアがオープンし、初の日本語対応Kindle電子書籍リーダー「Kindle Paperwhite」の予約を開始し、11月19日から出荷を開始した。
Kindle 5
- 2012年9月6日発表。Kindle 第4世代から、15%の高速化、コントラストの改善。

Kindle Paperwhite（第1世代）
- 2012年9月6日発表、10月1日出荷。日本版は11月19日発売。
- 価格 
  - 日本：WiFi+広告なし 7,980円（当初は8,480円の予定だったが発売前に値下げした）、WiFi+3G+広告なし 12,980円
  - 米国：WiFi+広告なし $119、WiFi+3G+広告なし $179
- ディスプレイ：6インチ、758x1024ピクセル、212ppi、16階調グレースケール、タッチパネル、Paperwhite、内蔵ライト
- サイズ：169×117×9.1mm、213g（WiFi版）、221g（WiFi+3G版）
- 内蔵ストレージ：2GB
- 内蔵バッテリ駆動時間：8週間[注釈 2]、（連続駆動時間：28時間[注釈 3]）
- 充電時間：約4時間（USBポート）
- USBポート：USB2.0（micro-Bコネクター）充電用
- 通信方式: Wi-Fi（802.11b/g/n）/ HSDPA, EDGE, GPRS（3G+Wi-Fi版のみ）

### 第6世代
Kindle Paperwhite（第2世代）
- 2013年9月3日発表、9月30日出荷。日本版は10月22日発売。
- 価格 
  - 日本：WiFi+広告なし 9,980円、WiFi+3G+広告なし 14,980円
  - 米国：WiFi+広告なし $119、WiFi+3G+広告なし $189
- 第1世代からの変更点
  - E-inkパネルをPearlからCartaに変更し、コントラストの改善
  - 重さ：206g（WiFi版）、215g（WiFi+3G版）
  - 内蔵ストレージ：2GB（日本版は4GB[21]）
  - CPUが25%高速化
  - Page Flip機能
  - リフレッシュ処理の改善

### 第7世代
Kindle 7
- 2014年9月17日発表、10月2日発売。
- 価格
  - 日本：WiFi+広告あり 8,980円 WiFi+広告なし 10,980円
  - 米国：WiFi+広告あり $79、WiFi+3G+広告なし $99
- サイズ：169×119×10.2 mm、191g
- キーボード：なし
- ディスプレイ：Pearl 6インチディスプレイ、167ppi、16階調グレースケール
- 内部メモリー：4GB、ユーザー使用可能領域は約3GB
- 内蔵バッテリ駆動時間：1か月
- 充電時間：約4時間（USBポート）
- USBポート：USB2.0（micro-Bコネクター）充電用
- 通信方式: Wi-Fi（802.11b/g/n）

Kindle Voyage
- 2014年9月17日発表、10月21日発売。日本版は11月4日発売。
- 価格
  - 日本：WiFi+広告あり 23,980円〜、WiFi+3G+広告なし 31,180円
  - 米国：WiFi+広告あり $199〜、WiFi+3G+広告なし $289
- サイズ：162×115×7.6 mm、180g（+3Gは188g）
- キーボード：なし
- ディスプレイ：Carta 6インチディスプレイ、解像度300ppi、自動調整機能つきフロントライト、16階調グレースケール
- 内部メモリー：4GB、ユーザー使用可能領域は約3.1GB
- 内蔵バッテリ駆動時間：1か月
- 充電時間：約4時間（PCのUSBポート）
- USBポート：USB2.0（micro-Bコネクター）充電用
- Paperwhite（第2世代）からの変更点
  - フラットなノングレアなガラスパネルを採用し、画面とベゼルの間に段差がなくなった
  - コントラストの改善
  - 旧来のタッチパネルのみでの操作から、感圧フィードバック方式のページめくりボタン（センサー）を搭載
  - 重さが180gに軽量化し、7.6mmに薄型化
  - 自動調整フロントライト搭載で環境にあわせて明るさが自動的に調整
  - 300ppiに高解像度化

Kindle Paperwhite（第3世代）
- 2015年6月18日発表、6月30日発売（出荷開始）。
- 価格
  - 日本：WiFi+広告あり 14,280円〜、WiFi+3G+広告なし 21,480円
  - 米国：WiFi+広告あり $119〜、WiFi+3G+広告なし $209
- サイズ： 169×117×9.1mm、205g（+3Gは217g）
- キーボード：なし
- ディスプレイ：Carta 6インチディスプレイ、解像度300ppi、内蔵型ライト、16階調グレースケール
- 内部メモリー：4GB、ユーザー使用可能領域は約3.1GB
- 内蔵バッテリ駆動時間：1か月
- 充電時間：約4時間（USBポート）
- USBポート：USB2.0（micro-Bコネクター）充電用
- Paperwhite（第2世代）からの変更点
  - ピクセル数が2倍に
  - Bookerlyフォントを初めて採用
- Kindle Voyageとの違い
  - 明るさの自動調整機能（照明感知センサー）がない
  - ページめくりボタンがない
  - 重い（現行Kindlle全機種の中で最重は、Paperwhiteの3Gモデル）

Kindle Paperwhite 漫画モデル（日本限定バージョン）
- 2015年6月18日発表、10月21日発売（出荷開始）。
- 価格
  - 日本：WiFi+広告あり 16,280円〜、WiFi+広告なし 18,280円
- サイズ：169×117×9.1mm、205g
- キーボード：なし
- ディスプレイ：Carta 6インチディスプレイ、解像度300ppi、内蔵型ライト、16階調グレースケール
- 内部メモリー：32GB（使用可能領域約27.5GB）
- 内蔵バッテリ駆動時間：数週間（明るさ設定10、ワイヤレス接続オフ、一日30分使用）
- 充電時間：約4時間（USBポート）
- USBポート：USB2.0（micro-Bコネクター）充電用
- Paperwhite（第3世代）との違い
  - 3Gモデルがない
  - ストレージ容量が8GB/32GBに増量

### 第8世代
Kindle Oasis（第1世代）
- 2016年4月13日発表、4月27日発売。

Kindle (第8世代)
- 2016年6月23日発売。以下、スペックは第7世代Kindleと違う部分だけ記載。
- サイズ：160×115×9.1 mm、161g
- 内蔵バッテリ駆動時間：最長4週間
- メインメモリが2倍に。

### 第9世代
Kindle Oasis（第2世代）
- 2017年10月11日発表、10月末発売（出荷開始）。
- 価格
  - 日本：8GBモデルではWiFi+広告あり 29,980円〜、WiFi+3G+広告なし 31,980円

32GBモデルではそれぞれ3,000円プラスになる。
- サイズ：159×141×3.4-8.3mm、194g
- ディスプレイ：Carta 7インチディスプレイ、解像度300ppi、内蔵型ライト、16階調グレースケール
- 内部メモリー：8GB/32GB
- 内蔵バッテリ駆動時間：明るさ10、ワイヤレスオフで30分の使用で数週間
- 充電時間：PCからUSB経由で3時間、5W充電器で約2時間
- USBポート：USB2.0（micro-Bコネクター）充電用
- 防水性能 IPX8等級
- Oasis（第1世代）からの変更点
  - ディスプレイのサイズが6インチから7インチに
  - 防水仕様へ
  - カバーを予備バッテリーとする仕様は廃され、標準付属ではなしに

### 第10世代
Kindle Paperwhite（第4世代）
- 2018年10月16日発表、11月7日発売（出荷開始）。
- 価格
  - 日本：8GB+WiFi+広告あり 13,980円〜、32GB+WiFi+4G+広告なし 22,980円
  - 米国：8GB+WiFi+広告あり $130〜、32GB+WiFi+4G+広告なし $250
- サイズ：167×116×8.18mm、182g（+4Gは191g）
- キーボード：なし
- ディスプレイ：Carta電子ペーパー技術採用6インチAmazon Paperwhiteディスプレイ、解像度300ppi、内蔵型ライト、フォント最適化技術、16階調グレースケール
- 内部メモリー：8GB/32GB
- 内蔵バッテリ駆動時間：数週間（明るさ設定10、ワイヤレス接続オフ、一日30分使用）
- 充電時間：PCからUSB経由での充電で約4時間。USB充電アダプター経由での充電で3時間。
- USBポート：USB2.0（micro-Bコネクター）充電用
- Paperwhite（第3世代）からの変更点
  - IPX68等級の防水機能を搭載
  - ベゼルとディスプレイの段差はないフラットデザイン
  - 内蔵ライト用LEDの数が新型Kindle Paperwhiteは4個から5個に増設
  - ストレージ容量が8GB/32GBに増量
  - セルラーモデルの通信方式が3Gから4Gに変更

Kindle (第10世代)
- 2019年3月20日発表、4月10日発売。以下、スペックは第8世代Kindleと違う部分だけ記載。
- サイズ：160×113×8.7 mm、174g
- 内部メモリー：8GB
- 内蔵バッテリ駆動時間：数週間
- フロントライトの追加。

### 第11世代
Kindle Paperwhite（第5世代）
- 2021年9月21日発表、2021年10月27日発売（出荷開始）
- 価格
  - 日本:8GB+WiFi+広告あり 14,980円〜、8GB+WiFi+広告あり 16,280円
- サイズ:174×125×8.1 mm、205g
- キーボード:なし
- ディスプレイ:Carta電子ペーパー技術採用6.8インチAmazon Paperwhiteディスプレイ、解像度300ppi、内蔵型ライト、フォント最適化技術、16階調グレースケール
- 内部メモリー:8GB
- 内蔵バッテリ駆動時間:最大10週間（明るさ設定13、ワイヤレス接続オフ、一日30分使用）
- 充電時間:PCからUSB経由での充電で約5時間。USB充電アダプター経由での充電で2.5時間。
- USBポート:USB2.0（USB Type-Cコネクター）充電用
- 1年間の限定保証
- Paperwhite（第4世代）からの変更点
  - 本体・ディスプレイサイズの大型化、重量増
  - 内蔵バッテリ駆動時間が数週間から最大10週間に
  - 色調調節ライト機能追加（24段階）
  - 内蔵ライト用LEDの数を5個から17個に増設
  - ページ送り高速化

Kindle Paperwhite キッズ モデル
- 2021年9月21日発表、2021年11月10日発売（出荷開始）
- 価格
  - 日本:16,980円、保護カバー付属（3種類から選択）
- 広告なしモデルのみ
- 「Amazon Kids+」が1年間追加料金なしで利用可
- 2年間の限定保証

Kindle Paperwhite シグニチャー エディション
- 2021年9月21日発表、2021年11月10日発売（出荷開始）
- 価格
  - 日本:19,980円、充電スタンドセット 22,460円
- 広告なしモデルのみ
- 自動調節バックライト
- 内部メモリー:32GB
- ワイヤレス充電スタンド対応、充電スタンドは2021年12月1日発売

Kindle (第11世代)
- 2022年10月12日発売。以下、スペックは第10世代Kindleと違う部分だけ記載。
- 価格
  - 日本:広告あり 10,980円、広告なし 12,980円
  - 米国:広告あり $99.99、広告なし $119.99
- サイズ:157.8×108.6×8.0 mm、158g
- ディスプレイ: Amazon 6インチディスプレイ、解像度300ppi、16階調グレースケール
- 内部メモリー:16GB
- 充電時間: 約4時間(PCのUSB)、約2時間(USB充電アダプター(9W))
- USBポート:USB Type-C 充電用

### 2024年モデル
- Kindle（第11世代、日本：2024年10月発売）[22]
- Kindle Paperwhite（第12世代、日本：2024年10月発売）[23]
- Kindle Paperwhiteシグニチャーエディション（日本：2024年10月発売）
- Kindle Scribe（第2世代、日本：2024年12月発売）[24]

### 2025年モデル
- Kindle Colorsoft（日本：2025年7月発売）[25]
- Kindle Colorsoftシグニチャーエディション（日本：2025年7月発売）[25]
- Kindle Colorsoftキッズモデル（日本：2025年7月発売）[25]

## Kindle Fire
AndroidをベースとしたモバイルオペレーティングシステムであるFire OSを搭載したタブレット端末。前述のE Inkを搭載したKindle電子書籍リーダーとは異なりフルカラーの液晶ディスプレイを備える。また、一般的なAndroidタブレットと異なり後述のモバイルアプリケーションに相当する機能が標準で組み込まれており、シームレスにKindleストアから電子書籍を購入できるのが特徴である。

## Kindle無料アプリ
スマートフォン、タブレットやパソコン向けに「Kindle無料アプリ」を提供している。ダウンロードしたコンテンツは同じアカウントで登録されているすべての端末で読むことができ、進捗状況や位置Noなどが端末間で自動的に同期・共有される。各言語の辞書をダウンロードし、文中の単語の意味を調べることができる。またウェブ検索やウィキペディア内検索機能を備える。

### モバイルアプリケーション
2009年3月に「Kindle for iPhone」をリリースした。
2010年2月18日に「Kindle for BlackBerry」のβ版をリリースした。当時、アメリカのスマートフォンのOSのシェアはBlackBerryが首位であった。
2010年6月下旬に「Kindle for Android」をリリースした。
2011年1月4日よりWindows Phone版の読書アプリ「Kindle」を公開している。
日本向けは2012年10月25日にiOS版、Android版のみ公開された。

### Kindle for PC
2009年11月10日にWindows PC向けの読書アプリ「Kindle for PC」を公開している。日本向けは2015年1月21日に公開され、2023年にはフィルタリング機能などが追加されたv2.0.0がリリースされた。

### Kindle for Mac
2010年3月18日にMac向けの読書アプリ「Kindle for Mac」を公開している。日本向けは2015年2月13日に公開された。

### Kindle for Web
2011年8月10日にウェブブラウザで読める読書アプリ「Kindle Cloud Reader」を発表した。対応ブラウザは当初はSafariとGoogle Chromeのみだったが、11月にはFirefoxにも対応した。
日本向けは2014年9月19日に公開された。サポートするブラウザはGoogle Chrome、Mozilla Firefox、Safari、Internet Explorerで、コミック、雑誌、洋書のみに対応で、リフロー型の和書（日本語書籍）には非対応となる。
2025年8月時点で「Kindle for Web」の対応ブラウザは、デスクトップ用として、Chrome、Firefox、Safari、Edge、iPad、モバイル端末用として、Chrome、Firefox、Safari、Opera、UC_Browser、Samsung browserが挙げられている。

## Kindleストア
2007年、アマゾンは「Kindle Store」の名称で、同端末・アプリ向けに電子書籍の販売等を開始。アマゾン書店の電子書籍を有料で購入できる。すべての書籍の序盤の数ページはサンプルとして無料。また、新聞・雑誌は無料購読期間を設けていた。米国ではソニー・リーダーのオンラインストアでは大半のベストセラーが16ドルで販売されているなか、アマゾンはこれを9.99ドルで販売するなど採算度外視の戦略で新規購読者の開拓を狙い、2009年5月、紙媒体の売り上げの35%にまで達すると、2011年5月、紙媒体の売り上げを上回る105%にまで達した。
日本では2012年10月25日に「Kindleストア」がオープンした。開始当初は日本語電子書籍は約5万タイトルだったが、開始から1年後には14万8000点以上と約3倍となった。
中国では2012年12月13日にオープンした。2022年6月、アマゾンは中国市場向けのKindleストアを2023年6月末に閉鎖し、購入済みの書籍のダウンロードもできなくなると発表した。アマゾンは中国当局による圧力や検閲が原因ではないと説明した。

## Kindle Unlimited
定額制で、対象となる電子書籍が読み放題となるサービスで、アメリカでは2014年7月に開始された。日本では2016年8月3日からサービスが開始され、開始時点では和書12万冊以上、雑誌240タイトル以上、洋書120万冊以上が対象となった。

## Kindleパーソナル・ドキュメントサービス
Kindleパーソナル・ドキュメントサービスは、個人的なドキュメントファイルや画像がKindle端末で閲覧可能となる無料のファイル変換サービスである。ファイルをメールに添付して、各kindle端末ごとに割り振られている「Send-to-Kindle Eメールアドレス」と呼ばれる固有のメールアドレスに（Wi-Fi接続時に）送信すれば、Kindleフォーマットに自動変換されて届き閲覧できる。各ドキュメントファイルはkindleライブラリ（クラウド）に最大容量5GBまで自動的に保存される。保存された各ファイルはアカウント登録済の端末に配信できる。
ファイル形式は、Microsoft Word(.DOC、.DOCX)、PDF、HTML、EPUBなどに対応している。

## Kindle ダイレクト・パブリッシング
Kindle ダイレクト・パブリッシングは、Amazon Kindleストアで本を出版するためのサービス。2007年11月から開始された。サービス開始当初は Digital Text Platform（デジタルテキストプラットフォーム）と呼ばれていた。出版コストなしに世界中のKindleストアで販売することができる。
当初は電子書籍のみであったが2021年10月からは紙の書籍も選択可能になった。
Kindle向けの電子書籍を作成するために、「Kindle Publishing Programs」（Kindle出版プログラム）を無償で配布している。以下のソフトウェアを配布している。
- KindleGen - HTML、ePub、opf形式からmobi形式、Kindle Format 8形式への変換
- Kindle Plugin for Adobe InDesign
- Kindle Previewer

たとえば、A4用紙向けのPDFを読むのは、Kindleの画面サイズがA4よりも小さいため読みづらいが、別のソフトウェアで一度PDFをHTMLに変換して、それをKindleGenでmobi形式に変換すると、Kindleで読みやすい形式になる。
Kindleで採用されているAZW形式はmobi形式に独自のDRMをつけたものである。PalmOS時代の都合からmobi形式は拡張子にprcを使っている場合があり、Mobipocket Creatorなどはこちらの拡張子で生成する。
HTML5 および CSS3 をベースにしたAZW（MOBI）形式に代わる電子書籍フォーマットであるKindle Format 8 を2011年10月20日に発表した。専用端末Kindle 4以降が対応している。
日本でも、Kindleストアのオープンに合わせて、2012年10月25日に日本版の「Kindleダイレクト・パブリッシング」が開始された。2013年には電子コミック作成ツールとして「Kindle Comic Creator」がリリースされた。
2021年8月1日にリフロー型の電子書籍でMOBIファイルのサポートを終了、2025年3月18日に固定レイアウトの電子書籍におけるMOBIファイルのサポートも終了した。

## 評価
音楽や映像がデジタル化されたのと同様、本のデジタル化もソニー・リーダーをはじめとして過去にさまざまな試みが行われているが、商業的に成功しているとは言いがたかった。アマゾンは「本のためのiPod」をコンセプトに開発に3年を費やし、2007年11月にKindleが発売となった。過去の失敗を克服するために、次のような点が特徴になっている。
- デジタル版の本はベストセラーの本で約10ドルと、通常の本より安い。2011年6月現在、95万冊中55万冊が$9.99以下。
- PCを使ってダウンロードする必要がなく、どこにいても1分以内に1冊の本がEV-DOを介して送られてくる。また携帯電話会社との契約が不要である。
- 端末が省電力で電池寿命がきわめて長い。

端末に関する評価では、第1世代に対する批判として、端末の値段が非常に高価である、端末のデザインが悪い（両側面がすべてボタンになっており、どこを持っても間違ってボタンを押してしまう）、PDFファイルが読めない、ディスプレイがカラーではない、電子ペーパーの特性としてディスプレイの応答速度が遅いなどがあったが、第2世代やDXではデザインが改良されたりPDFビューワーが搭載（第2世代、DX）されることで改善が図られている。
端末の販売は、当初順調とは言いがたく、アマゾンは発売から2011年6月現在に至るまで販売台数を発表していないが、発売開始からおよそ1年後の2008年11月での推定では約24万台のみ売れたとされ、ヤフーテクノロジーサイトなどでも、2008年のワースト製品に選ばれていた。しかしその後、2009年の第四四半期には、全世界でおよそ150万台が売れたとされている。2010年8月発売のKindle 3から急速に売上を伸ばし、2010年に800万台販売し、累計1,000万台以上販売したと推計されている。専用端末の価格が1万円程度まで下がったことが売上の増加の要因のひとつになっている。2011年に入ると紙の書籍よりもKindle書籍の方が売上が多くなり、2011年4月1日現在、紙の書籍の1.05倍の冊数を売上げていて、2010年の同時期の3倍のKindle書籍を売り上げている。
アマゾンは2010年1月21日に、作家または出版社が設定した価格が2.99～9.99ドル、電子書籍の価格が紙媒体の書籍の最低価格より20％以上安いなどの条件を満たした場合に、作家や出版社に支払う印税を、電子書籍の表示価格の35％から70％に引き上げた。さらに、JavaによるKindle向けアプリケーション開発キットの提供を発表した。

## トラブルと批判

### 電子書籍販売停止と無断削除
2009年7月17日、アマゾンは、再版権を持たない出版社が販売していた電子書籍2点の販売を停止し、ユーザがすでに買った本についてもKindleから無断で削除したのち料金を払い戻した。削除されたのはジョージ・オーウェルの『1984年』と『動物農場』で、ユーザからは作中の「ビッグ・ブラザー」を体現するような行為だと批判が起こった。同月23日以降、アマゾンのジェフ・ベゾスCEOは、Amazon.comのフォーラムやKindle購入者宛メールを通じてこの件について謝罪し、削除を受けたユーザに対して「該当作品の別のコピー、あるいは30ドル分のギフト券または小切手」の提供を申し出た。

### アカウント閉鎖と購入済電子書籍全削除
2012年9月、ノルウェー在住の女性のKindleに不具合が発生し、Amazonと連絡していたところアカウントが閉鎖された。そして、Kindleから購入済みの電子書籍が、Amazonによりすべて削除された。ところが、新聞などで報じられたあと、閉鎖されたアカウントが理由の説明なく復活した。この事件から、Kindleコンテンツ（電子書籍等）の料金など支払い後もライセンスが提供されるのみで、コンテンツがAmazon管理下にあることが抱える問題点、DRM（デジタル著作権管理）に関する課題に注目が集まった。電子書籍には所有権はなく、利用者は「利用権を購入」しているのみである。そのため、なんらかの理由でアカウントが停止されれば、すべての蔵書を失うことには注意が必要である。